# Felipe Uribe
Felipe Uribe Estela (Santiago, 29 de enero de 1982) es un político chileno, que ejerció el cargo de gobernador de la provincia de Cachapoal.
Entre 2012 y 2014 fue jefe de gabinete en la Superintendencia de Educación de la Región de O’Higgins, también en 2012 se presentó como candidato a concejal por la comuna de Rancagua, sin embargo no obtuvo el cargo.
Desde marzo de 2018 hasta abril de 2020 fue asesor en la Intendencia Regional de O’Higgins, para luego ser designado el 10 de abril de 2020 por el presidente Sebastian Piñera como su representante y gobernador en la provincia de Cachapoal tras la renuncia de la anterior gobernadora Ivonne Mangelsdorff.